# یشی‌یورت (سیریک)
یشی‌یورت (ترکی استانبولی: Yeşilyurt) یک محله در ترکیه است که در ناحیهٔ سریک، آنتالیا واقع شده است. جمعیت این محله تا سال ۲۰۲۲ برابر با ۵۸۱ نفر بوده است.